# Dzsidai macuri

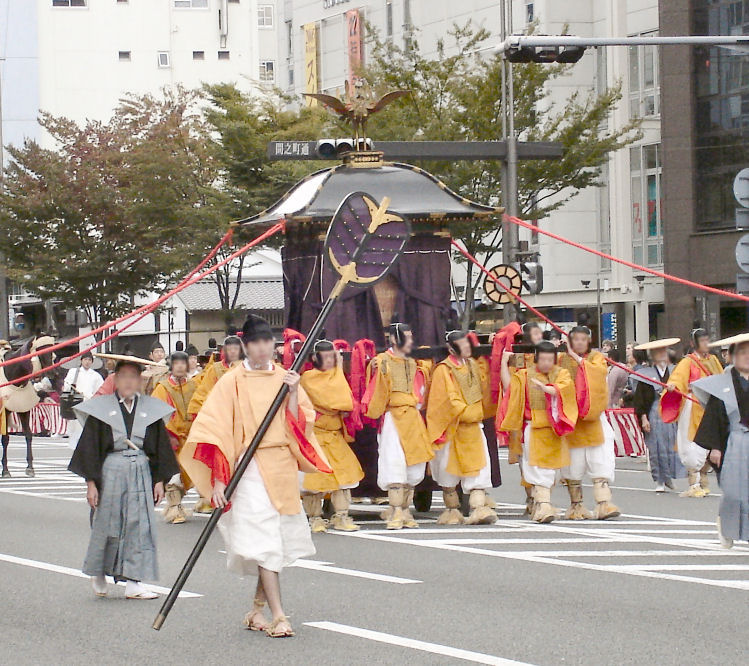

A dzsidai macuri (時代祭り, Hepburn-átírással: Jidai matsuri, 'korok ünnepe') a kiotói Heian-szentély minden év október 22-én megrendezett ünnepe, a város egyik legnagyobb turistalátványossága, amikor is a japán történelem különböző korszakainak (és nevezetes figuráinak) színpompás kosztümeit viselő menet a volt kiotói császári palota főkapujától az 1895-ben épített Heian-szentélyhez vonul (az ősi főváros alapításának – akkor éppen 1100. – évfordulóját megünnepelendő). Mivel a Meidzsi-korban bevezetett esemény az akkori elfogultságokat tükrözi (vagyis „császárpárti”), az Asikaga sógunok például feltűnően nincsenek képviselve benne, annál fényesebb szerep jut viszont Go-Daigo császár hadvezérének, Kuszunoki Maszasigének: páncéljának pontos mását 250 000 dollárért készítették el. A történelmi nőalakokat Kiotó vezető gésái jelenítik meg.